# Mobilização estudantil no Chile em 2011-2012

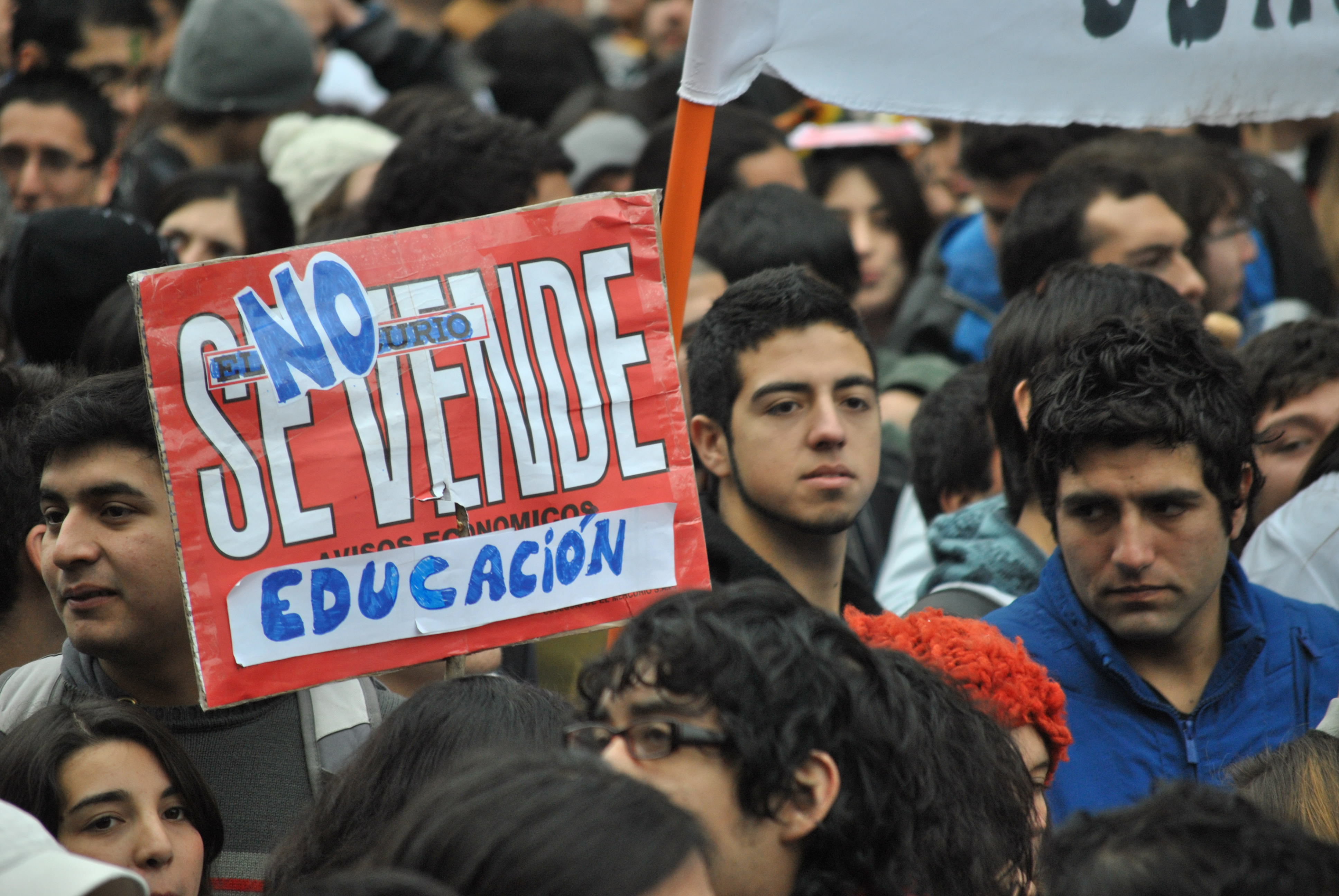
Estudantes marchando em Santiago, no Chile

A mobilização estudantil de 2011-2012 no Chile correspondeu a uma série de manifestações realizadas a nível nacional por estudantes universitários e do ensino secundário chilenos, a partir do primeiro semestre de 2011. Chegou a ser considerada como das mais importantes dos últimos anos, mesmo comparando com a de 2006.
Esta mobilização, ao contrário das anteriores - que apenas reuniram estudantes de escolas municipais e subvencionadas das 25 universidades pertencentes ao Conselho de Reitores das Universidades Chilenas - conseguiu pela primeira vez convocar estudantes de escolas particulares pagas, Centros de Formação Técnica (CFT), Institutos Profissionais (IP) e universidades privadas, ou seja, todo o sistema educacional chileno.
As primeiras mobilizações nacionais foram convocadas pela Confederação de Estudantes do Chile (CONFECH), uma organização que reúne as associações de estudantes das universidades que integram o Conselho de Reitores das Universidades Chilenas - conhecidas como "tradicionais" - em meados de maio de 2011. Os principais porta-vozes do movimento universitário foram Camila Vallejo, presidente da Federação de Estudantes da Universidade do Chile (FEUCH) e Giorgio Jackson, presidente da Federação de Estudantes da Universidade Católica do Chile (FEUC).
Gradualmente, mas com maior força a partir da primeira quinzena de junho de 2011, os estudantes do ensino secundário começaram a tomar as suas escolas, exigindo medidas que, na sua grande maioria, provêm da manifestação de 2006, conhecida como "Revolução Pinguina". Representando os estudantes do Ensino Secundário está a Assembleia Coordenadora de Estudantes do Ensino Secundário (ACES) e a Federação Metropolitana de Estudantes do Ensino Secundário (FEMES).

## Contexto

### Sistema educativo chileno
A ditadura de Augusto Pinochet favoreceu a educação privada em detrimento do sector público. Em 1981, o regime reformou o sistema universitário e eliminou o ensino superior gratuito. Em Março de 1990, pouco antes da sua partida, Augusto Pinochet promulgou a Lei Orgânica Constitucional sobre Educação (LOCE), que reduziu ainda mais o papel do Estado na educação e delegou novas prerrogativas ao sector privado. As reformas adotadas sob a ditadura não foram contestadas pelos governos que lhe sucederam.
Em 1973, as escolas públicas eram raras, mas desde a queda da ditadura, receberam 60% dos alunos nas escolas primárias e secundárias. Menos de 25% do sistema educativo chileno é financiado pelo Estado, com os estudantes a pagarem os restantes 75% através das propinas universitárias. Não existem universidades públicas gratuitas no Chile.
Os estudos universitários exigem geralmente um elevado nível de endividamento. Num país onde o salário mínimo é o equivalente a menos de 300 euros e o salário médio a menos de 800 euros, os estudantes pagam entre 250 e 600 euros por mês para frequentar a universidade. Como resultado, 65% dos estudantes pobres interrompem os seus estudos por razões financeiras. O sistema educativo chileno contribui assim para a reprodução das desigualdades.

### Presidência de Sebastián Piñera
Economista e empresário Sebastián Piñera ganhou as Eleições Presidenciais de 2010 com o apoio de uma coligação dos partidos conservadores. O seu governo enfrentou um primeiro movimento de protesto em Maio de 2011, na sequência do seu apoio a um projeto da multinacional italiana Endesa-Enel e do grupo chileno Colbún de construir cinco enormes barragens em Patagónia, sem qualquer consulta aos cidadãos. Mais de trinta mil pessoas manifestaram-se e a popularidade do Presidente Piñera caiu para 26%. No campo da educação, o seu governo enfrentou acusações de conflito de interesses, uma vez que o Ministro da Educação, Joaquín Lavín, foi fundador e acionista da Universidade de Desenvolvimento, uma instituição privada.

## Protestos em Abril de 2012
O movimento ressurgiu em abril de 2012, em resposta a proposta do governo de Piñera que atenderia a uma das principais exigências dos estudantes: acabar com o Crédito com Aval do Estado (CAE), instaurado em 2007 e concedido pelos bancos privados para facilitar o pagamento das mensalidades em universidades particulares, com uma taxa de juros três vezes maior do que a praticada pelas universidades públicas.

## Ver Também
- Mobilização estudantil no Chile em 2006